# Carl Friedrich Beddies

Carl Friedrich Beddies

Carl Friedrich Beddies, auch C.F. Beddies, geboren als  Carl Friedrich Beddig (* 9. Mai 1816 in Braunschweig; † 27. Januar 1894 ebenda) war ein deutscher Büchsenmacher und Fotograf.

## Leben und Werk
Carl Friedrich Beddies wurde von Johanna Dorothee Juliane Beddig außerehelich geboren (sein Familienname wurde erst viel später offiziell in Beddies geändert). Er begann im Alter von 14 Jahren 1830 eine Lehre bei dem Braunschweiger Hofbüchsenmacher Georg Ludwig Rasch (1793–1867). Am 15. Juni 1834 wurde er zum Gesellen erklärt. Nach einer Wanderschaft kehrte er 1838 nach Braunschweig zurück. Hier trat er seinen Militärdienst bei der Herzoglichen Artillerie an. Während dieser Zeit war Beddies im Braunschweiger Zeughaus als Büchsenmacher tätig. Anfang Oktober 1843 bestand er die Meisterprüfung und wurde in die Gilde der Büchsenmacher aufgenommen. Am 18. Oktober 1843 eröffnete Beddies in der Schöppenstedter Straße (Assekuranznummer 1809) das Büchsenmachergeschäft „C. F. Beddies“. Zwei Jahre später expandierte er in die Kuhstraße 24 im Magniviertel. Hier übernahm er das Geschäft vom Büchsenmacher Rasch, der kurz zuvor auf den nahe gelegenen Bohlweg verzogen war. 1853 schließlich wechselte Beddies in die Kuhstraße 10.

### Büchsenmachergeschäft „C. F. Beddies“
Beddies betrieb sein Geschäft erfolgreich. So wurde ihm u. a. am 24. März 1860 ein herzogliches Patent auf seine Erfindung einer Zündnadel-Pistole verliehen. Im selben Jahr erhielt er einen Auftrag über die Lieferung von 270 Zündnadelkarabinern an die herzogliche Artillerie. Der Umfang dieses Auftrages überforderte seine Werkstatt. Es traten unerwartet technische Probleme mit dem Verschluss dieser neuartigen Waffenkonstruktion auf. Beddies war deshalb nicht in der Lage, den Vertrag vollständig zu erfüllen und lieferte nur 52 Karabiner. Im Alter von 52 verkaufte Beddies 1867 sein Geschäft nach 24 Jahren an den aus Magdeburg stammenden Büchsenmacher Hermann Toepfer († 1874). Toepfer wiederum verkaufte das Geschäft aus gesundheitlichen Gründen bereits Ende 1873 an Louis Bruns (1843–1908). Nachdem dieser kinderlos verstorben war, ging es an dessen Neffen Louis Knappworst (1882–1945) und wurde seither von der Familie Knappworst betrieben. Büchsen und Pistolen von „C. F. Beddies“ werden heute auf Auktionen weltweit für mehrere tausend Euro gehandelt.

### Photographisches AtelierC. F. Beddies & Sohn
Ab den 1850er Jahren hatte sich Beddies nicht nur mit der Herstellung von Jagdwaffen beschäftigt, sondern auch mit der Fotografie. 1857 bat er um eine Konzession zur Herstellung von Lichtbildern, die am 12. Januar 1858 erfolgte. Nachdem Verkauf des Büchsenmachergeschäft, widmete er sich ausschließlich der Fotografie. Dazu hatte er 1865 ein eigenes Atelier unter dem Namen „C. F. Beddies & Sohn“ in der Kuhstraße 10 eröffnet. Das Geschäft betrieb Beddies zusammen mit seinem ältesten Sohn, dem 1845 geborenen Gustav Adolf Emil, der zuvor bei seinem Vater bereits das Büchsenmacherhandwerk erlernt hatte.
Das Geschäft entwickelte sich zu einem führenden Ateliers für Porträtaufnahmen Braunschweigs. Vater und Sohn Beddies fotografierten u. a. Prinz Albrecht von Preußen, Adolf Glaser, Constantin Uhde und Wilhelm Raabe. Nach dem Tode von Beddies senior 1894 betrieb sein ältester Sohn das Geschäft weiter. Um die Wende des 20. Jahrhunderts verkaufte er es schließlich. Es firmierte aber anschließend weiter unter „C.F. Beddies & Sohn. Inh. Emil Homann“. Auch bestand es weiter in der Kuhstraße 10, bis es wie der größte Teil der Umgebung bei dem Bombenangriff am 15. Oktober 1944 vollständig zerstört wurde.

## Familie und Nachkommen

Wilhelmine Dorothee Henriette Beddies, geb. Maasberg, C.F. Beddies' 2. Ehefrau

1844 heiratete Beddies Juliane Wilhelmine Henriette, geb. Bortfeldt (1818–1849) aus Braunschweig. Mit ihr hatte er zwei Söhne. Mit dem ältesten Sohn Gustav betrieb er das gemeinsame Fotoatelier in der Kuhstraße 10. Nach dem Tod seiner Frau Anfang 1849 heiratete Beddies 1850 Wilhelmine Dorothee Henriette, geb. Maasberg aus Klein Gleidingen. Mit ihr hatte er mehrere Kinder. Der Sohn Hugo führte später am Hagenmarkt 4 ein eigenes Fotoatelier.